# Centro Sportivo Italiano
Il Centro Sportivo Italiano (CSI) è un'organizzazione non a scopo di lucro nazionale, principalmente fondata sul volontariato, riconosciuta quale ente di promozione sportiva ed associazione di promozione sociale che promuove lo sport come momento di educazione, di crescita, di impegno e di aggregazione sociale, ispirandosi alla visione cristiana dell'uomo e della storia nel servizio alle persone ed al territorio.

## Missione
Educare attraverso lo sport è la missione del Centro Sportivo Italiano, in quanto vuole rispondere ad una domanda di sport qualificata sul piano culturale, umano e sociale.
Promuove lo sport come:
- strumento di prevenzione verso alcune particolari patologie sociali (quali la solitudine, le paure, i timori, i dubbi, le devianze dei più giovani);
- un'attività sportiva organizzata, continuativa, seria, promossa da educatori, allenatori, arbitri, dirigenti consapevoli del proprio "mandato" educativo;
- proposta sportiva nel rispetto delle età e dei bisogni di ciascun atleta, permettendogli in tal modo di scoprire il meglio di sé, di imparare a conoscere il proprio corpo, a valorizzarlo, a stimarlo.

Nonostante l'attività organizzata sia dal punto di vista organizzativo del tutto simile a quella portata avanti dalle federazioni competenti, il CSI promuove una visione dello sport diversa basata sulla morale cattolica con particolare attenzione al nucleo dell'oratorio; in quest'ottica ogni singolo cittadino può trovare uno "sport su misura", cioè un'attività sportiva nella quale si confronta con altre persone di pari capacità tecnica (ad esempio, dividere atleti della stessa età con programmi tecnici diversificati e di difficoltà crescente).
La filosofia viene riassunta dalla frase "ad ognuno il proprio sport", cioè uno sport dove ognuno può trovare espressione e opportunità per se stesso, dal punto di vista tecnico come anche da quello economico.
Da sempre, attiva nelle "periferie sociali" del Paese, dove lo sport può essere occasione di integrazione e di contrasto alla emarginazione ed alla malavita, la sua azione si è estesa anche verso le "periferie del mondo". Dal 2010 è infatti attiva la Campagna di Volontariato Sportivo Internazionale denominata CSI per il mondo, iniziata ad Haiti a seguito del devastante terremoto e poi via via estesa in Camerun, in Albania e nella Repubblica Centrafricana nell'estate 2015, con lo scopo di portare, attraverso lo sport, un sorriso nei paesi dove la grande povertà crea nei giovani problemi sociali che aggravano quelli economici.

## Riconoscimenti istituzionali
Il Centro Sportivo Italiano è riconosciuto:
- dal CONI quale ente di promozione sportiva;
- dalla CEI e fa parte della Consulta Nazionale delle Aggregazioni Laicali;
- dal CIP quale ente di promozione sportiva;
- dallo Stato italiano come ente nazionale con finalità assistenziale;
- dal Ministero del lavoro e delle politiche sociali quale associazione di promozione sociale;
- dal Ministero dell'università e della ricerca quale soggetto accreditato per la formazione del personale della scuola ed ente qualificato per attività di formazione;
- dalla Presidenza del Consiglio dei ministri quale ente accreditato per il servizio civile;
- dal Ministero della giustizia quale soggetto accreditato per l'attività sportiva nelle carceri.

Inoltre:
- è socio del forum del Terzo settore.

### Convenzioni con le federazioni sportive nazionali
- FCI (Federazione Ciclistica Italiana)
- FIN (Federazione Italiana Nuoto)
- FIP (Federazione Italiana Pallacanestro)
- FIDAF (Federazione Italiana di American Football)
- FIDAL (Federazione Italiana di Atletica Leggera)
- FIJLKAM (Federazione Italiana Judo Lotta Karate Arti Marziali)
- FIT (Federazione Italiana Tennis)
- FGI (Federazione Ginnastica d'Italia)
- FIWuK (Federazione Italiana Wushu Kung Fu)
- FITET (Federazione Italiana Tennistavolo)
- FIBa (Federazione Italiana Badminton)
- FCrI (Federazione Cricket Italiana)
- FIPe (Federazione Italiana Pesistica)
- FISO (Federazione Italiana Sport Orientamento)
- FIBiS (Federazione Italiana Biliardo Sportivo)
- FIPT (Federazione Italiana Palla Tamburello)
- FISDIR (Federazione Italiana Sport Disabilità Intellettiva Relazionale)

### Accordi di collaborazione
- Lega Pro (Lega Italiana Calcio Professionistico)
- Lega Serie A (Lega Nazionale Professionisti Serie A)
- Lega Pallavolo Serie A Femminile
- Fondazione Museo del Calcio

## Storia

### L'antesignano: la nascita della FASCI nel 1906
Il Centro Sportivo Italiano è la più antica associazione polisportiva attiva in Italia.
La sua fondazione risale al 1944, su iniziativa della Gioventù italiana di Azione Cattolica, idealmente volendo proseguire l'esperienza della Federazione delle associazioni sportive cattoliche italiane (FASCI). Essa fu creata nel 1906 sempre dall'Azione Cattolica e poi sciolta nel 1927 in esecuzione del Regio Decreto 6 novembre 1926, n. 1848 (Testo Unico delle Leggi di Pubblica Sicurezza - TULPS), che stabiliva lo scioglimento di tutti i partiti, sindacati, associazioni e organizzazioni non fasciste e che venne emanato d'urgenza dal governo fascista, appena una settimana dopo il fallito attentato subito da Benito Mussolini ad opera del giovanissimo anarchico Anteo Zamboni a Bologna in occasione del nuovo Stadio Littoriale (ora stadio Renato Dall'Ara). Successivamente allo scioglimento di tutte le associazioni e organizzazioni politicamente "laiche", le varie attività di rilevanza sociale e di massa, ivi comprese quelle sportive, passarono sotto la gestione e i programmi del partito fascista e degli organi di governo locali e nazionali, senza più possibilità di vita democratica e libera iniziativa.

### La (ri)fondazione del Centro Sportivo Italiano
All'indomani dell'armistizio del '43, preso atto che con la caduta del governo fascista decadevano anche alcuni degli effetti del TULPS, vi fu in Italia un rapido rifiorire del mondo associativo e politico; il 5 gennaio 1944 la direzione generale dell'Azione Cattolica approvava, su proposta del prof. Luigi Gedda, l'iniziativa di intraprendere la ricostituzione di un organismo specializzato per lo sport, questa volta con la denominazione di Centro Sportivo Italiano.
Pur dichiarandosi quale prosecuzione ideale della FASCI, la stessa nuova denominazione, nei confronti della precedente, voleva indicare una precisa apertura apostolica verso tutta la gioventù italiana e non più limitarsi alle sole associazioni sportive cattoliche, seguendo in sostanza ciò che era avvenuto nella società civile del Paese durante il ventennio fascista: l'effetto positivo della trasformazione dello sport da fenomeno elitario a fenomeno di massa.
Nella primavera del '44 un'apposita commissione, nominata dalla presidenza centrale dell'Azione Cattolica, redige pertanto una bozza di statuto e di regolamento organico. Nell'autunno del 1944 viene approvato il primo statuto del CSI, che pone a fondamento dell'azione associativa il fine di "sviluppare le attività sportive e agonistiche guardando ad esse con spirito cristiano, e cioè come ad un valido mezzo di salvaguardia morale e di perfezionamento psicofisico dell'individuo": questo sport dalla forte valenza educativa va esteso al "maggior numero possibile di individui". È il principio cardine dell'associazione: il CSI è promosso da cristiani, ma è aperto a tutti e collabora con quanti si impegnano per uno sport a servizio dell'uomo.
La nuova associazione, che muove i primi passi in un'Italia ancora divisa in due, afferma nella nascente Italia democratica il diritto dei cittadini ad associarsi liberamente per praticare un'attività sportiva. In un Paese interamente da ricostruire, dove anche gli impianti sportivi mostrano i segni della guerra appena terminata, lo sport del CSI si forma inizialmente all'ombra dei campanili: le sue società sportive si coagulano attorno agli uffici sportivi diocesani e sono espressione, per la maggior parte, di parrocchie e istituti religiosi.

### Papa Pio XII, il "Papa degli sportivi"
Se Luigi Gedda è lo stratega della organizzazione cattolica dello sport, è tuttavia papa Pio XII che ne definisce gli obiettivi ideali, i princìpi educativi, le finalità morali. È stato scritto che Pio XII, "ultimo papa d'una chiesa ierocratica in una visione simbolica post conciliare, è invece tra i primi, forse il primo, pienamente inserito in una società di massa" e che "ebbe il senso vivissimo dei mezzi di comunicazione di massa, cogliendone il potere reale e dedicando ad essi grande cura". Anzi, si può affermare che Pio XII fece degli strumenti di comunicazione di massa uno dei mezzi privilegiati per l'instaurazione di quella società cristiana che costituì uno dei tratti più significativi del suo pontificato.
Lo sport rientrava fra gli strumenti di comunicazione di massa: non a caso, nei suoi vari discorsi il riferimento allo sport è frequente e sicuramente per assiduità non ha precedenti coi suoi predecessori. A ulteriore conferma dell'interesse di Pio XII in materia di sport resta anche tutta una serie di significativi episodi che inauguravano uno stile del tutto nuovo. Nel 1946 riceveva, ad esempio, ed era la prima volta nella sua trentennale storia, la carovana del Giro d'Italia, secondo una consuetudine che si sarebbe negli anni ripetuta.
Un episodio significativo dell'attenzione pacelliana allo sport si ha nella pubblica menzione che Pio XII fece di Gino Bartali in un discorso ufficiale. Il 7 settembre 1947, dinanzi agli uomini di Azione Cattolica in piazza San Pietro, così si esprimeva:
(Papa Pio XII)

### L'immediato dopoguerra
Nell'immediato dopoguerra il CSI si fa promotore di innovative proposte di attività sportiva, modellate per le diverse fasce di popolazione. Nei mesi di maggio e giugno 1945 il CSI organizza, con la collaborazione tecnica delle federazioni sportive nazionali e del CONI, i Campionati Studenti Medi. Hanno fatto seguito, nei mesi estivi, i Campionati Sportivi del Lavoratore, inizialmente ideati e lanciati dal CSI, al quale si sono poi uniti il CONI, l'ENAL e la CGIL.
Nel 1945, in collaborazione con la GIAC, nascono anche i Campionati Studenteschi, che promuovono la pratica sportiva nelle scuole di tutta Italia, mentre nei primi mesi del 1949 debuttano i Campanili Alpini (in collaborazione con la FISI ed il settimanale per ragazzi della GIAC Il Vittorioso) e, successivamente, i Campanili Marini, che mirano a diffondere, rispettivamente, gli sport invernali e natatori in ogni comune tra gli italiani delle diverse età.
Contemporaneamente si organizzano su tutto il territorio nazionale anche attività di tipo tradizionale, in accordo e collaborazione con le federazioni sportive nazionali.
Negli anni successivi si replica con intensità crescente. Si gioca e si gareggia dappertutto sotto i colori blu-arancio del CSI: non solo nei cortili delle parrocchie, ma anche negli stadi, nelle piazze, sulle strade. Nascono il Trofeo della Montagna (1946), organizzato, in collaborazione con gli Alpini, per i "militari, valligiani e cittadini"; Ju Sport, per i ragazzi dai 10 ai 14 anni; Sport Vitt e le Olimpiadi Vitt, per i giovani dai 16 ai 20 anni.
Seguirà anche Arcobaleno Sport: una serie di attività adatte ai ragazzi, che si articolano in otto trofei dai colori dell'arcobaleno e comprendono pallacanestro, nuoto, atletica leggera, pallavolo, calcio, rugby educativo, pattinaggio, tennistavolo.

### La ricorrenza del primo decennio del Centro Sportivo Italiano
(Papa Pio XII, Udienza per il primo decennio del CSI)
Nell'ottobre 1955 il CSI festeggia a Roma i primi dieci anni di vita. L'idea di un raduno romano del CSI era nata come omaggio a papa Pio XII, "il Papa degli sportivi", nel suo ottantesimo compleanno e nel quindicesimo di pontificato. La ricorrenza del decennale di fondazione fu vista anche come l'occasione propizia per ribadire al Paese intero la propria vocazione. A quell'appuntamento il CSI si presentava forte di un'organizzazione diffusa ormai in tutta la penisola: 17 comitati regionali, 92 comitati provinciali, 60 comitati zonali, 3 000 società sportive, circa 80 000 tesserati.
Il CSI diede vita a tre grandi manifestazioni sportive:
- i Campionati nazionali di atletica leggera;
- il Criterium giovanile ciclomotoristico delle Nazioni;
- il Gran Premio del Decennio di ciclismo.

La mattina del 9 ottobre, assieme alle atlete della FARI ed agli atleti di molte federazioni sportive nazionali con i loro dirigenti (circa 50.000 persone), il CSI sfilò, rappresentando tutti gli sport e tutte le regioni, per le vie di Roma fino a Piazza San Pietro, dove li attendeva un'udienza concessa da Pio XII.
Papa Pio XII esortò il CSI affinché lo sport, fonte di beni fisici ed etici, venisse proposto a tutti i giovani, anche ai più disagiati. Attraverso il CSI la Chiesa cattolica "compie ed integra ciò che manca ad un'idea, ad un'attività, ad un'opera, che per eccessi o per difetti o per assenza di fondamenti ideali non siano pari, se non addirittura contrari, alla dignità cristiana".
Ai giovani dell'immediato dopoguerra lo sport veniva proposto come un'alternativa esistenziale, cioè un ideale di vita coraggioso, ottimista, superiore ai meri interessi ed alle preoccupazioni materiali: una proposta di rinnovamento totale di tutta la persona, anima e corpo, attraverso un'attività sportiva sanamente intesa. Compito dell'istituzione sportiva cattolica non diviene soltanto quello di agire, perseverare e conservare, ma anche quello di animare cristianamente, dal di dentro, i valori temporali, soprattutto con la forza dell'esempio.
L'avvenimento trovò diffusione anche nei cinegiornali e la stampa impegnò alcune grandi firme nel commento. Le critiche di parte non mancarono e, talvolta, toccarono punte di involontaria comicità:
- l'Unità polemizzò sui presunti costi del raduno;
- Il Paese trovò ingiusto che si fossero sventolate le bandiere tricolori facendo "fremere nella tomba le ossa di Mazzini e Garibaldi";
- Il Lavoro parlò di messa in scena grandiosa che nascondeva la pochezza dello sport del CSI;
- Il Borghese fece finta di stupirsi perché non era stata inviata "alla cittadinanza romana nessuna cartolina precetto per assistere alla sfilata".

### Il Centro Sportivo Italiano e lo sport nella scuola
Quando, il 10 febbraio 1945, Stadium riprese le pubblicazioni dopo diciotto anni di silenzio imposti dal fascismo e dalla guerra, sulla prima pagina della rinnovata pubblicazione i due articoli di apertura erano dedicati al problema dello sport scolastico, che evidentemente l'Associazione riteneva fondante per la rinascita della vita sportiva nel Paese.
Lo sport nella scuola era una questione antica, radicata. Nell'Italia della prima metà del XX secolo l'idea di rendere lo sport una pratica diffusa in tutta la società si era pian piano affermata. Lo sport, però, era rimasto sostanzialmente estraneo alla scuola, nella quale ci si limitava ad una generica attività di educazione fisica.
Le cose non erano mutate durante il periodo fascista. Il regime aveva usato larghezza di mezzi per diffondere lo sport, sia pure con intenti paramilitari e propagandistici, eppure non aveva saputo superare l'equazione scuola=ginnastica.
Quando, terminata la guerra, fu necessario pensare anche al riassetto dello sport italiano, la questione dello sport scolastico tornò a galla.
Il CSI aveva una visione globale del problema. La scuola, diceva, non può essere un tempio o una tana. I giovani alunni devono poter fare attività sportiva all'aria aperta, sui campi di gioco e nei cortili. L'educazione fisica concepita come ginnastica non può bastare, oltretutto è ripetitiva e noiosa; meglio allora che lo sport entri nella scuola o, piuttosto, che la scuola esca nello sport.
Nella primavera del 1945 il CSI organizzò nell'Italia centro-meridionale (il Nord doveva ancora essere liberato) i campionati per studenti medi, denominati Trofeo CONI. L'associazione mise a disposizione le sue strutture tecniche e organizzative che resero possibile organizzare anche gare locali di atletica, ciclismo, tennis, calcio, scherma, pallacanestro.
L'iniziativa prese subito piede e venne approvata dal Ministero della pubblica istruzione, che impartiva disposizioni al riguardo ai provveditorati agli studi.
L'anno successivo l'iniziativa fu promossa su tutto il territorio nazionale e nacquero i Campionati Studenteschi.
Nel 1946 il programma fu notevolmente potenziato. Sport obbligatori divennero atletica, calcio, ciclismo, ginnastica, pallacanestro; come sport facoltativi furono scelti pattinaggio, pallavolo, rugby, tennis e scherma. Invariati rimasero il limite minimo di età dei partecipanti (dai 13 ai 14 anni, a seconda degli sport) e la scelta di programmi tecnici impostati in modo da rispettare la giovane età degli iscritti.
All'inizio i Campionati Studenteschi ebbero carattere esclusivamente locale e si esaurirono con le finali provinciali (il calcio terminava a livello locale); più tardi, nel 1950, il programma dei Campionati Studenteschi cominciò a comprendere le finali nazionali, aperte a selezioni provinciali. Nel frattempo avevano preso il via i Campionati Studenteschi di sport invernali.
I Campionati Studenteschi, che ad un certo punto cambiarono il nome in Criterium Studenteschi, ebbero vita quasi ventennale. Anche quando, con il trascorrere degli anni, il programma tecnico dei Campionati Studenteschi divenne più complesso, con un numero maggiore di sport e di fasi, l'intera macchina organizzativa continuò ad essere gestita dal Centro Sportivo Italiano attraverso i suoi comitati provinciali. Da ricordare anche che nel 1949 i campionati nazionali studenteschi furono organizzati insieme dal CSI e dalla FARI; nel 1962, invece, la FARI organizzò i Criterium Studenteschi femminili.

### Le celebrazioni per il ventennio del Centro Sportivo Italiano
Oltre ad avere dedicato il tema dell'ottavo congresso nazionale del 1965 Vent'anni di sport per una società nuova, la presidenza nazionale CSI ha voluto ricordare i venti anni dalla sua rifondazione, con una particolare cerimonia che ha avuto luogo il 19 novembre 1965 a Roma, nell'auditorium Papa Pio XII in via della Conciliazione, alla presenza di autorità religiose, civili, sportive e di una rappresentanza di azzurri ex atleti del CSI.
La sorpresa più gradita dell'incontro è stata senza dubbio la presenza del Presidente del Consiglio, Aldo Moro, tanto più significativa in quanto egli era corso alla cerimonia del CSI subito dopo un impegnativo discorso al Senato. Erano presenti, inoltre: il cardinale Enrico Dante, ex sportivo praticante; i ministri Giulio Andreotti e Emilio Colombo; il presidente del CONI Giulio Onesti: l'assistente generale dell'Azione Cattolica Italiana, mons. Costa.
Alle parole commemorative del presidente nazionale CSI, Aldo Notario, hanno fatto eco: l'avv. Onesti, che ha messo in risalto il grande contributo dei cattolici e del CSI per la diffusione della pratica sportiva, delle strutture, della coscienza e della politica dello sport italiano; mons. Costa, che ha accennato ad alcuni aspetti dell'azione pastorale del CSI, anticipatori delle direttive della Chiesa del Concilio; il ministro Andreotti, che, a nome anche dell'on. Moro, ha porto al CSI i complimenti del governo per l'azione svolta a favore della gioventù italiana.
Motivo di particolare gradimento è stata la presenza degli azzurri CSI invitati: il calciatore Paolo Barison, il cestista Franco Bertini, il pattinatore Pippo Cantarella, il tennista Gaetano Di Maso, il ciclista Felice Gimondi, il pallavolista Alessandro Grassellini, il nuotatore Fabrizio Nardini, lo sciatore Franco Nones, l'atleta Alfredo Rizzo, ai quali è stata offerta una medaglia ricordo.

### Il trentennio del Centro Sportivo italiano
Nel 1975 ricorreva il trentesimo anniversario della nascita del CSI e della FARI. Dal momento che la ricorrenza cadeva nell'anno di celebrazione dell'Anno Santo e nel periodo di preparazione al congresso nazionale, il consiglio nazionale del CSI ritenne opportuno di collegare i tre fatti in un'unica celebrazione nei giorni 8-9 novembre, in modo da inserire nel tessuto della vita associativa la celebrazione dell'Anno Santo, il ricordo del trentennio e nello stesso tempo di arricchire la preparazione congressuale con una riflessione storica e con la partecipazione comunitaria alle iniziative religiose dell'Anno Santo.
La celebrazione trentennale ebbe il suo culmine nel convegno L'esperienza di ieri per uno sport nuovo in una società che cambia.
Nello spazio delle due giornate, oltre alle iniziative sportive per il trentennio, i partecipanti vissero anche un momento religioso celebrando l'Anno Santo con il pellegrinaggio alla basilica di San Pietro, dopo aver sfilato in corteo per via della Conciliazione. Alcune migliaia erano i partecipanti, giunti a Roma da ogni parte d'Italia, ai quali si erano aggiunti molti atleti e dirigenti del CONI e delle federazioni nazionali.
A conclusione della celebrazione, vi fu l'incontro con papa Paolo VI.

### Stadium: lo sport incontra la piazza
Nel 1977, con il motto Stadium: lo sport incontra la piazza, il CSI ha voluto dare un significato all'intreccio simbolico dei due termini "stadio" e "piazza", intesa quest'ultima come punto d'incontro della gente. Proprio in questo incontro dello sport con la piazza, si concretizzava ed assumeva significato l'espressione "sport per tutti". Una proposta, quindi, che si integrava perfettamente con l'originale modello di "feste dello sport" e che, da oltre quindici anni, costituiva un vero e proprio laboratorio di ricerca per l'affermazione di una concezione dello sport che non fosse basata esclusivamente sugli aspetti tecnici ed agonistici.
Il CSI voleva, con questa iniziativa, proporre un modo nuovo di coniugare lo sport, in forma polisportiva, con i contenuti, gli ideali, i problemi e le prospettive che ruotano attorno al fatto sportivo. Lo sport esce dallo stadio per entrare nella piazza e la piazza diventa stadio; il luogo, deputato da sempre al confronto sociale, culturale, politico e commerciale, accoglie anche l'attività sportiva che, da pratica elitaria e specialistica, negli ultimi decenni è esplosa come vero fenomeno di massa, aperto al godimento di tutti.
Il progetto si articolava in due fasi:
- la prima, itinerante, nelle piazze d'Italia, rimodulando l'attività ed andando incontro alle esigenze dei giovani nei luoghi che essi prediligono, "scendendo" quindi nelle strade e nelle piazze con proposte sportive e culturali coinvolgenti ed alternative
- la seconda, a carattere nazionale, oltre a costituire il momento conclusivo, intendeva proporsi anche come un appuntamento di grande rilevanza culturale, attraverso seminari di studio e convegni.

Nel periodo estivo, sotto il nome di Beach Volley Cup, l'iniziativa venne estesa anche alle spiagge dell'Adriatico e del Tirreno.

### Il CSI e il Giubileo degli sportivi del 2000
Quale premessa al Giubileo del 2000, nel dicembre 1999 il CSI ha organizzato la maratona Correre sulle orme di San Paolo, tenutasi dal 12 al 31 dicembre 1999.
La spedizione sportiva, partendo da Gerusalemme, ha ripercorso l'itinerario compiuto dall'apostolo Paolo nella sua missione di evangelizzazione, sino a raggiungere Roma, luogo del suo martirio, con una distanza di 1 100 chilometri in venti tappe. Vi hanno preso parte atleti cristiani, ebrei, musulmani, che hanno portato una simbolica fiaccola della pace, accesa a Gerusalemme, sino a Piazza San Pietro in Roma nella notte del 31 dicembre, dove erano ad attenderla migliaia di giovani.
Nell'anno 2000 il CSI ha celebrato il Giubileo degli sportivi con decine di manifestazioni locali e con una grande iniziativa nazionale a Roma, dal pomeriggio del 23 ottobre alla notte del 28 ottobre. Si trattò di una settimana di sport e cultura denominata In campo per il Giubileo, in un Villaggio dello Sport appositamente attrezzato nei giardini di Castel Sant'Angelo.
L'evento era finalizzato alla promozione presso la popolazione, in particolare quella giovanile, del valore di un'attività sportiva vissuta in forma libera e gioiosa e, nello stesso tempo, a sensibilizzare i partecipanti ai valori etici che possono derivare da una pratica sportiva correttamente intesa.
Oltre alla parte sportiva, la settimana al Villaggio dello Sport è stata sede di avvenimenti culturali attraverso i convegni: Sport for Africa, Vivere da campione, Dai campi di periferia ad Atene: una politica per lo sport giovanile, Sport a scuola: sospeso con obbligo di frequenza, ww.sportfuture.com. I media e lo sport di base, Mister parroco: educare i giovani negli oratori.

### Il ruolo del CSI nel terzo millennio
L'11 maggio 2002 il CSI ha organizzato a Roma la conferenza nazionale sul ruolo sociale dello sport sul tema Dall'Italia che fa sport allo sport che fa l'Italia, che aveva come scopo quello di scoprire il futuro dell'associazionismo sportivo di base e soprattutto un chiarimento su cosa dovessero attendersi gli enti di promozione sportiva quali maggiori soggetti dello sport sociale.
Il dibattito, moderato da Fabio Pizzul, ha visto la partecipazione di:
- presidente del CSI, Edio Costantini;
- sottosegretario con delega allo sport Mario Pescante;
- segretario generale della CEI mons. Giuseppe Betori;
- presidente del CONI Gianni Petrucci;
- coordinatore degli assessori regionali allo sport Luca Cipriani;
- consigliere delegato allo sport del comune di Roma Gianni Rivera
- rappresentante dei rettori delle università italiane Luciano Russi.

Nel suo intervento di apertura, il presidente del CSI si è soffermato sulla crisi del sistema sportivo italiano e sulla necessità della promozione dello sport sociale da parte dell'ordinamento legislativo e sportivo. I tre pilastri su cui fondare una politica dello sport sociale dovevano essere: riconoscimento della funzione formativa dello sport, centralità della società sportiva, sostegno al volontariato sportivo.
Pescante ha presentato la sua proposta di legge sulle società sportive dilettantistiche e, per quanto riguarda chi e come dovesse promuovere lo sport sociale, ha affermato che lo sport doveva cercare un chiarimento al proprio interno sui ruoli di ciascuno; una volta risolti i problemi di sopravvivenza del CONI, si sarebbero risolti anche i nodi relativi agli enti di promozione ed allo sport per tutti.
Gianni Petrucci si è soffermato sulla difesa dell'attuale modello sportivo italiano, imperniato sul CONI, ritenendo che non serva un ministero dello sport, ma dal Parlamento atti concreti di aiuto al mondo dello sport, nonostante questo possa considerarsi un'utopia, considerando come il Parlamento sia solito perdersi in lungaggini. Petrucci ritiene comunque opportuno che rappresentanti degli enti di promozione siano presenti nella giunta esecutiva e nel consiglio nazionale del CONI.
Mons. Betori ha confermato la grande attenzione con cui la Chiesa cattolica in Italia segue i cambiamenti dello sport, chiedendo che, in tali cambiamenti, sia salvaguardata la funzione umanizzante della pratica sportiva.
Delle difficoltà di legiferare sullo sport ha poi parlato Gianni Rivera, quale ex parlamentare, mentre il coordinatore degli assessori allo sport ribadiva ancora una volta che le Regioni rivendicavano il ruolo di principali ed autonomi soggetti istituzionali nella promozione dello sport sul territorio, al di fuori di qualsiasi tutela del CONI e dello Stato.

### Maratona della pace Roma-Lourdes
A metà maggio 2003 il Centro Sportivo Italiano, in collaborazione con l'ordinariato militare, ha organizzato la maratona internazionale Roma-Lourdes dal tema I nostri sogni corrono con noi.
La fiaccola, accesa in San Pietro dopo l'udienza del Santo Padre, ha raggiunto la basilica di Santa Bernadette a Lourdes la sera del 18 maggio, dove ad attenderla c'era il contingente italiano del quarantacinquesimo pellegrinaggio militare internazionale, al quale avevano partecipato rappresentative di trentasette nazioni.
Alla corsa si sono uniti anche atleti disabili, che così hanno dato la loro testimonianza nell'Anno europeo delle persone con disabilità.
I chilometri totali percorsi sono stati 1 604 (724 in Italia, 880 in Francia), con dodici tappe in dodici giorni, per un totale di centodieci ore di fatica e sacrificio.
Nelle principali tappe la maratona ha ricevuto grandi accoglienze, con incontri e confronti con associazioni laiche e religiose.
La fiaccolata ha legato simbolicamente il suo nome all'idea di pace nel mondo, un'idea "da accendere con amore e speranza".
La maratona-pellegrinaggio si inseriva nella sequenza dei grandi simboli di Lourdes. Dopo l'acqua della sorgente, ecco i pellegrini stessi nella molteplicità dei loro luoghi di provenienza. Per il 2003, inoltre, il tema pastorale di Lourdes era dedicato all'incontro fra le genti.

### Le celebrazioni del settantesimo dalla fondazione
È il 7 giugno 2014 e la festa dei settant'anni del Centro Sportivo Italiano si celebra nel tempio della cristianità, davanti ad oltre 80 000 sportivi e appassionati, venuti per abbracciare in una giornata torrida il loro grande capitano papa Francesco, che si è concesso ai numerosissimi giovani presenti, facendosi fare dei selfie con loro. Tra i volti noti del mondo sportivo partecipanti all'evento anche gli ex CT della nazionale italiana di calcio Giovanni Trapattoni e di pallavolo Mauro Berruto, il giornalista Bruno Pizzul, ma anche Dino Meneghin, Igor Cassina, Vanessa Ferrari, Davide Cassani, Emanuele Birarelli, Emiliano Mondonico, Elisa Santoni, Elisa Blanchi e le farfalle della Nazionale italiana di ginnastica ritmica, oltre agli ex presidenti nazionali del CSI, il presidente del CONI Giovanni Malagò accompagnato da diversi dirigenti delle federazioni e numerose autorità civili e religiose.
In quasi due ore di festoso incontro, il Papa ha parlato ai giovani della sua visione dello sport: “È importante, cari ragazzi, che lo sport rimanga un gioco! Solo se rimane un gioco fa bene al corpo e allo spirito. E proprio perché siete sportivi - ha aggiunto Bergoglio - vi invito non solo a giocare, come già fate, ma anche a mettervi in gioco, nella vita come nello sport. Mettervi in gioco nella ricerca del bene, nella Chiesa e nella società, senza paura, con coraggio ed entusiasmo. Mettervi in gioco - ha proseguito il Pontefice - con gli altri e con Dio, non accontentarsi di un pareggio mediocre, dare il meglio di se stessi, spendendo la vita per ciò che davvero vale e che dura per sempre”.
"Ho sentito - ha detto il Papa - che mi avete nominato vostro capitano, e vi ringrazio. Da capitano vi sprono a non chiudervi in difesa, ma a venire in attacco, a giocare insieme la nostra partita, che è quella del Vangelo. 
Mi raccomando: che tutti giochino - ha aggiunto Bergoglio -, non solo i più bravi, ma tutti, con i pregi e i limiti che ognuno ha, anzi, privilegiando i più svantaggiati, come faceva Gesù. E vi incoraggio a portare avanti il vostro impegno attraverso lo sport con i ragazzi delle periferie delle città: insieme con i palloni per giocare potete dare anche ragioni di speranza e di fiducia".
Un incontro memorabile, quello del 7 giugno 2014, di cui è rimasta traccia nell'apposito sito internet dedicato all'evento.

### Il francobollo storico
Nel 2016, anno in cui ricorreva il centodecimo anniversario di istituzione della F.A.S.C.I., sciolta nel 1927 dal regime fascista e ricostituita nel 1944 con l'acronimo CSI, il Ministero dello sviluppo economico ha autorizzato l'emissione di un francobollo ordinario, appartenente alla serie tematica dello sport, a favore del CSI.
Stampato dall'Istituto Poligrafico e Zecca dello Stato, raffigura dei ragazzi che, su un'ideale pista che parte dalla basilica di San Pietro, corrono una staffetta. In alto a sinistra è riprodotto il logo del Centro Sportivo Italiano.
Lo speciale francobollo è stato emesso il 6 maggio 2016 in numero di 1 milione e 200 000 esemplari.

### Oratorio Cup
L'Oratorio Cup è un torneo di calcio giovanile promosso dal Centro Sportivo Italiano, rivolto a parrocchie e oratori, con l'obiettivo di coniugare attività sportiva e formazione educativa. Organizzata principalmente dal comitato territoriale di Roma, la manifestazione coinvolge ogni anno migliaia di giovani atleti e accompagnatori, rappresentando una delle iniziative più significative del CSI.
Nel corso degli anni, il torneo ha registrato una crescita costante, arrivando a coinvolgere oltre 200 squadre e più di 2.600 atleti nella XXI edizione del 2024-2025. Oltre all'attività sportiva, il torneo offre percorsi formativi per dirigenti, educatori e allenatori, perché vuole essere un progetto educativo che unisce tutte le età in uno spirito di comunità.

## Attività sportiva
A livello provinciale, regionale e nazionale, il CSI organizza annualmente campionati, tornei e gran premi di decine di sport che partono dalle categorie giovanili fino ad arrivare alle categorie per adulti.

### Sport di squadra
- Calcio a 11
- Calcio a 7
- Calcio a 5
- Pallavolo
- Pallacanestro
- Dodgeball (disciplina che il CSI ha contribuito a portare in Italia)
- Football americano (a 7 e a 5 giocatori) e flag football
- Tchoukball

### Sport individuali
- Sci
- Corsa campestre
- Tennis tavolo
- Jūdō
- Karate
- Nuoto
- Ginnastica artistica
- Ginnastica ritmica
- Ginnastica aerobica
- Atletica leggera
- Kung fu
- Danza sportiva
- Camminata nordica

### Altre discipline

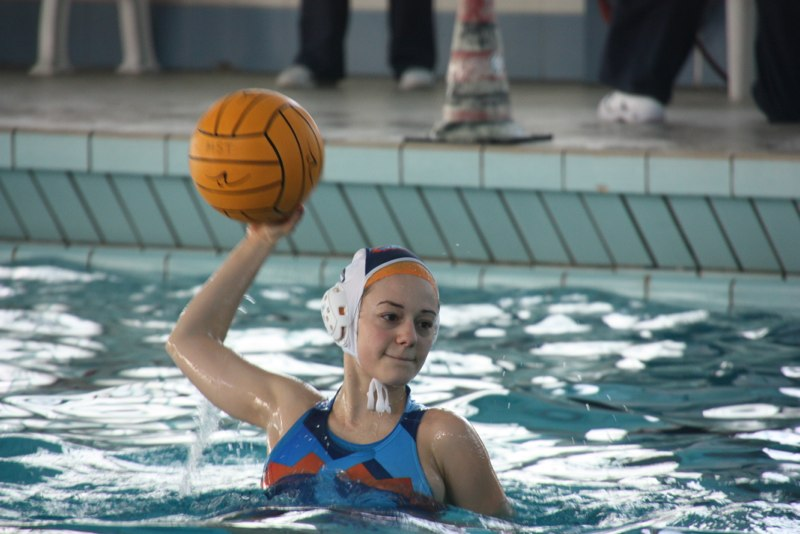
Una giocatrice impegnata in una partita di pallanuoto di un torneo CSI

- Aeromodellismo
- Alpinismo/Escursionismo/Trekking
- Arti marziali orientali
- Attività subacquee
- Automodellismo
- Badminton
- Baseball/Softball
- Beach soccer
- Beach tennis
- Beach volley
- Biliardino
- Biliardo
- Bmx
- Bocce
- Bowling
- Bridge
- Burraco
- Canoa/Kayak
- Canottaggio
- Ciclismo
- Cicloturismo
- Corsa di orientamento
- Cricket
- Dama
- Fitness
- Fun Ball
- Golf
- Hockey
- Intercrosse
- Jujitsu
- Lacrosse
- Lotta
- Motociclismo
- Pallamano
- Pallanuoto
- Pattinaggio
- Pentathlon moderno
- Pesca sportiva
- Pesistica
- Rugby
- Scacchi
- Scherma
- Scherma medievale
- Skateboard
- Skiroll
- Snowboard
- Speed down
- Sport equestri
- Squash
- Tamburello
- Tennis
- Tiro con l'arco
- Triathlon
- Twirling
- Vela
- Wheelchair Hockey
- Windsurf/Surf
- Wushu
- Yoga

### Altre attività sportive
- Gestisce il torneo calcistico BergaMondo, competizione calcistica a torneo della provincia di Bergamo dove calciatori di diverse nazioni si sfidano divisi appunto per nazioni. BergaMondo è stato tra le cinque iniziative vincitrici del progetto Sport e Integrazione, inserito nell'accordo di programma per la promozione delle politiche di integrazione nello sport, sottoscritto dal Ministero del lavoro e delle politiche sociali e dal CONI. La premiazione è avvenuta al Parco Sportivo Foro Italico a Roma il 5 novembre 2015, durante la quale il presidente del CONI Giovanni Malagò ed il ministro del lavoro Giuliano Poletti hanno consegnato il riconoscimento nelle mani di Vittorio Bosio, vicepresidente nazionale del CSI e presidente del comitato CSI di Bergamo.
- Nel 2007 ha organizzato la prima edizione della Clericus Cup, una competizione calcistica dedicata agli iscritti ad istituti pontifici di Roma e provincia.
- Ha gestito per diversi anni la fase nazionale della Danone Nations Cup, la cui squadra vincitrice conquisterà il diritto di rappresentare l'Italia alla finale internazionale che si svolge ogni anno in uno dei più prestigiosi stadi del mondo.
- Collabora nel 2012 per la realizzazione dell'Unicredit Cup/UEFA Champions League Trophy Tour nelle città italiane.
- Gestisce sin dal 2009 la Gazzetta Cup, il più grande torneo nazionale di calcio a 5 e a 7 riservato ai bambini dai 9 ai 12 anni, organizzato da La Gazzetta dello Sport con la collaborazione di Ringo. Il torneo è diviso in tre fasi: interne, cittadine e finale nazionale (la quale si svolge ogni anno in un importante location come lo stadio Olimpico di Roma o il Meazza di Milano) e, in ciascuna di esse, una delegazione del CSI collabora per la buona riuscita della manifestazione[6]. Per l'edizione del 2015, la quale è stata sponsorizzata dall'agenzia bolognese Macron e che ha visto la partecipazione di 40 000 partecipanti in tutta Italia, la finale si è svolta allo stadio Olimpico di Roma il 9 e il 10 giugno 2015[7]. Nell'edizione 2016, invece, la manifestazione ha visto la partecipazione dello sponsor Kappa (azienda) ed ha contato 43 000 partecipanti con il clou nella finale nazionale del 24 maggio 2016, tenutasi sempre all'Olimpico.
- Dal 2013 gestisce, assieme a TIM ed alla Lega Serie A, la Junior TIM Cup - Il calcio negli Oratori[8], un torneo giovanile di calcio a 7, riservato agli Under 14, che coinvolge circa 2.000 squadre provenienti da parrocchie ed oratori italiani. La presentazione della quarta edizione è avvenuta il 26 settembre 2015 all'Expo di Milano, con la partecipazione di Roberto Donadoni, Pierluigi Pardo, Massimo Achini, presidente del Centro Sportivo Italiano, Marco Brunelli, direttore generale Lega Serie A, e Cristiano Habetswallner, responsabile sponsorship Telecom Italia.
- Da questa esperienza, dal 2015 organizza assieme a TIM ed alla Lega Pallavolo Serie A femminile anche la Volley TIM Cup, un torneo giovanile di pallavolo femminile, riservato alle Under 16, destinato a squadre provenienti da parrocchie ed oratori italiani, per una partecipazione di circa duecento squadre provenienti da undici regioni italiane; l'iniziativa ha l'intento di promuovere tra le adolescenti il gioco di squadra ed i valori dello sport. Il progetto prevede anche incontri nelle scuole sul benessere digitale e sull'uso consapevole dei social network.

## Consistenza numerica

### Comitati territoriali e regionali
L'associazione consta di una profonda ramificazione sul territorio italiano, con sedi territoriali in 142 città italiane, che fanno capo a 20 comitati regionali (la regione Trentino-Alto Adige è suddivida nei due comitati di Trento e Bolzano, con rango di comitati regionali). Il numero delle sedi territoriali è superiore al numero delle province italiane; infatti, in alcune province esistono uno o più comitati territoriali oltre a quello che ha sede nel capoluogo e tutti questi comitati hanno pari rango e dignità.
La ragione di questo risale alla fondazione del CSI quando, per via della sua radice cattolica, le strutture decentrate nascevano nelle realtà diocesane; nel corso dei decenni molti piccoli comitati si sono poi accorpati al comitato provinciale e il CONI oggi riconosce, ai fini della legittimità territoriale, solo quest'ultimo, poiché l'ordinamento sportivo italiano segue i confini amministrativi dello Stato. Tuttavia, diversi comitati sub-provinciali esistono ancora e sono pienamente attivi ed operativi, poiché fortemente radicati nella realtà sociale del territorio, e lo scioglimento ed accorpamento di questi nei comitati provinciali avviene solo in casi estremi di difficoltà operativa.

### Società sportive affiliate e tesserati
Il CSI ha registrato negli anni una continua espansione numerica, sia per quanto riguarda le società sportive che annualmente si affiliano all'ente sia per le persone ad esse tesserate. Le statistiche partono solo dal decimo anno di vita del CSI (1953/54), anno in cui vengono registrate 2 568 società sportive affiliate e 60 444 tesserati, che erano tutti maschi perché in quegli anni non erano ammesse donne.
Nel 1966/67 l'associazione taglia contemporaneamente due traguardi: supera le 5 000 società sportive ed i 200 000 tesserati. Un altro anno "storico" fu il 1991/92, nel quale il CSI tagliò sia il traguardo delle 10 000 società affiliate che dei 500 000 tesserati. Attualmente il CSI affilia annualmente più di 13 000 associazioni sportive per oltre 1 milione di tesserati. La regione più rappresentativa è la Lombardia, seguita dall'Emilia-Romagna.

## Organi associativi

### Assemblea nazionale
Tutti gli organi associativi, ad eccezione dell'Assistente Ecclesiastico che viene nominato dalla CEI, vengono eletti in occasione dell'assemblea ordinaria e durano in carica quattro anni. Direzione e Presidenza vengono eletti in occasione della prima seduta del consiglio nazionale.
L'ultima assemblea ordinaria si è svolta dal 14 al 16 marzo 2025 ad Assisi.

### Presidente nazionale
Il presidente nazionale:
- ha la rappresentanza legale degli organi centrali del CSI nonché di tutta l'associazione fatta eccezione per gli atti di esclusiva competenza dei presidenti regionali e territoriali così come previsto nello statuto;
- ha il potere di compiere ogni atto di rilevanza esterna e nei confronti di terzi, necessario al funzionamento del CSI e nell'ambito delle indicazioni dell'assemblea nazionale e del consiglio nazionale;
- ha il potere di negoziare e stipulare contratti in nome e per conto degli organi centrali del CSI;
- concede ai tesserati, su conforme parere del consiglio nazionale, il provvedimento di grazia;
- convoca e presiede il consiglio e la presidenza nazionali;
- convoca e presiede le assemblee nazionali;
- convoca e presiede la conferenza nazionale dei presidenti.

L'attuale presidente del CSI è il bergamasco Vittorio Bosio. L'ex presidente Massimo Achini resta, fino a nuove elezioni, membro della giunta nazionale del CONI in rappresentanza di tutti enti di promozione sportiva e depositario della delega dei rapporti tra il CONI e la Chiesa cattolica italiana.

#### Elenco dei presidenti nazionali del CSI
- Luigi Gedda (1944 - 1960)
- Silvio Bettocchi (1961 - 1964)
- Paolo De Sandre (1964 - 1965)
- Aldo Notario (1965 - 1990)[9]
- Gaetano Torcinaro (1990 - 1991)
- Donato Renato Mosella (1991 - 2000)
- Edio Costantini (2000 - 2008)
- Massimo Achini (2008 - 2016)
- Vittorio Bosio (2016 - oggi)

### Assistente ecclesiastico
Don Luca Meacci è l'Assistente Ecclesiastico nazionale dal 2024 ad oggi. È stato il Cardinale Matteo Zuppi, Presidente della CEI, ad ufficializzare la nomina ad opera della Presidenza della Conferenza Episcopale Italiana il 12 luglio 2024.

#### Elenco degli assistenti ecclesiastici del CSI
- mons. Federico Sargolini (1945 - 1950)
- mons. Albino Galletto (1950 - 1952)
- mons. Nicola Pavoni (1953 - 1965)
- don Claudio Bucciarelli (1965 - 1974)
- don Gianni Gherardi (1974 - 1989)
- mons. Gian Battista Gandolfo (1989 - 1995)
- mons. Vittorio Peri (1995 - 2005)
- mons. Claudio Paganini (2005 - 2012)
- don Alessio Cirillo Albertini (2012 - 2024)
- don Luca Meacci (2024 - oggi)

### Direzione nazionale
La direzione nazionale è la struttura operativa che supporta il presidente e gli altri organi nazionali nella gestione dell'Associazione e nella concreta attuazione delle deliberazioni del consiglio nazionale e delle indicazioni della presidenza nazionale. Ne fanno parte il presidente, i vicepresidenti e l'assistente ecclesiastico nazionale e i coordinatori di area.
Gli attuali dirigenti d'area sono: 
- Carmine Di Pinto - Coordinatore dell’Area Formazione ed Editoria

- Giuseppe Basso -  Coordinatore dell’Area Sviluppo, Promozione Sportiva e Formazione Tecnica

- Alessio Franchina - Coordinatore dell’Area Comunicazione, Marketing e Innovazione Digitale

- Marco Guizzardi - Coordinatore dell’Area Servizi al Territorio, Ricerca e Analisi Associativa

- Paolo Bellei - Coordinatore dell’Area Amministrazione e Sostenibilità Economica

- Michele Marchetti - Coordinatore dell’Area Segreteria Nazionale e Politiche ESG

#### Modalità di composizione della direzione nazionale
Il presidente nazionale, in occasione della prima riunione del consiglio nazionale, illustra le linee programmatiche del suo mandato e propone i responsabili delle aree operative nelle quali viene articolata la struttura della presidenza nazionale: segreteria, amministrazione, attività sportiva, formazione, comunicazione, altre aree individuate dal presidente in base al suo programma. Il presidente indica da due a sei coordinatori e ciascuno di essi viene preposto ad una o più aree operative.
Ciascun coordinatore è responsabile del funzionamento e delle attività dell'area o delle aree cui è preposto con le modalità stabilite dal consiglio nazionale e secondo le direttive e le indicazioni operative del presidente.

### Presidenza nazionale
La presidenza nazionale è composta dal presidente nazionale, dai vicepresidenti nazionali e da sei componenti eletti nel proprio seno dal consiglio nazionale in occasione della sua prima seduta. Alle sue riunioni partecipano, senza diritto di voto, i componenti la direzione nazionale e l'assistente ecclesiastico nazionale. La presidenza nazionale è l'organo esecutivo del CSI:
- attua le decisioni del consiglio;
- coordina l'attività dei comitati regionali, dei comitati territoriali e delle società sportive del CSI, istituendo servizi per supportare la loro opera e l'azione dei tesserati;
- assume in via d'urgenza le deliberazioni, di competenza del consiglio nazionale, che dovranno essere sottoposte alla sua ratifica nella prima riunione utile.

Attualmente è composta da Vittorio Bosio, Andrea De David, Marco Calogiuri, don Luca Meacci, Emiliano Scalfi, Giuseppe Valori, Roberto Posarelli, Cristiano Nicosia, Giovanni Scarlino.

### Consiglio nazionale
Il consiglio nazionale è composto dal presidente nazionale e dai trentadue consiglieri eletti dall'assemblea nazionale. Il consiglio nazionale:
- cura la esecuzione delle delibere delle assemblee nazionali;
- determina le linee programmatiche del CSI e i necessari strumenti per la loro attuazione;
- cura e vigilia l'andamento della vita e le attività del CSI;
- elegge nel suo seno uno o più vicepresidenti e sei consiglieri componenti della presidenza nazionale;
- elegge su proposta del presidente nazionale da due a sei coordinatori di area componenti della direzione nazionale;
- nomina la commissione nazionale arbitri e giudici di gara, le commissioni tecniche nazionali e gli organi nazionali di giustizia sportiva;
- approva i regolamenti necessari all'organizzazione dell'associazione su mandato dell'assemblea e in conformità alle presenti norme statutarie e nel rispetto delle leggi vigenti;
- delibera i preventivi e presenta i consuntivi alla conferenza nazionale dei presidenti;· predispone la relazione relativa alla gestione;
- delibera in ordine all'assunzione del personale della struttura nazionale;
- scioglie, per gravi irregolarità nella gestione, gravi e ripetute violazioni dell'ordinamento associativo e per constatata impossibilità di funzionamento degli organi direttivi, i consigli dei comitati territoriali e i consigli regionali provvedendo alla nomina di un commissario straordinario;
- delibera in ordine all'assunzione del personale della struttura nazionale;
- concede, se delegato dal CONI, il riconoscimento ai fini sportivi alle società e associazioni sportive dilettantistiche che lo richiedono e ne hanno i requisiti;
- delibera in ordine all'assunzione del personale della struttura nazionale;
- esprime il suo parere vincolante sui provvedimenti di grazia di competenza del presidente nazionale;
- delibera in ordine all'assunzione del personale della struttura nazionale;
- concede, con motivata deliberazione, provvedimenti di amnistia e di indulto.

Dopo l'ultima assemblea sono risultati eletti:
Vittorio Bosio, Andrea De David, Marco Calogiuri, don Luca Meacci, Paolo Busato, Massimo Carini, Nicoletta Castellini, Alessandra Corti, Daniele Franzoni, Bianca Lanzoni, Gaetano Paternò, Diego Peri, Annamaria Perotti, Patrizia Reggiani, Amedeo Ripane, Emiliano Scalfi, Gaia Tozzo, Giuseppe Valori, Daniele Zanoni, Claudio Banditelli, Corinna Maiutto, Alfonso Nardella, Cristiano Nicosia, Silvia Noci, Roberto Posarelli,  Raffaela Sabatini, Biagio Nicola Saccoccio, Teresa Falco, Agnese Gagliano, Maurizio Polizzi, Giuseppe Porqueddu, Ivano Rolli, Giovanni Scarlino, Nazzareno Sportella.

#### Modalità di elezione dei consiglieri nazionali
I consiglieri nazionali sono eletti dall'assemblea nazionale attraverso tre circoscrizioni interregionali che sono così composte:
- circoscrizione nº 1 "NORD": Emilia-Romagna, Friuli-Venezia Giulia, Liguria, Lombardia, Piemonte, Trentino-Alto Adige, Valle d'Aosta, Veneto;
- circoscrizione nº 2 "CENTRO": Abruzzo, Lazio, Marche, Molise, Toscana, Umbria;
- circoscrizione nº 3: "SUD E ISOLE": Basilicata, Calabria, Campania, Puglia, Sardegna, Sicilia.

La circoscrizione che conta il numero maggiore di società sportive elegge sedici consiglieri, le altre due circoscrizioni eleggono invece otto consiglieri ciascuna.
Possono candidarsi al consiglio nazionale i tesserati del CSI che abbiano un'anzianità di iscrizione di almeno quattro anni. È consentita la candidatura in una sola delle tre circoscrizioni e la contemporanea candidatura per le cariche di presidente nazionale e di consigliere nazionale.
Ciascuna candidatura per l'elezione a consigliere nazionale deve essere corredata da un numero di sottoscrizioni, da parte delle società sportive aventi diritto di voto, che è così determinato:
- Circoscrizione che elegge sedici consiglieri: cinquanta sottoscrizioni;
- Circoscrizioni che eleggono otto consiglieri ciascuna: venticinque sottoscrizioni. Ogni società può sottoscrivere un numero massimo di candidature pari al numero dei consiglieri assegnati alla circoscrizione elettorale della quale fa parte. Ciascuna società ha diritto ad un solo voto e può esprimere la propria preferenza per non più di un terzo dei candidati da eleggere.

#### Funzionamento del consiglio nazionale
Il consiglio nazionale funziona in seduta plenaria o per commissioni, queste ultime con potere referente o deliberante secondo il regolamento interno che il consiglio stesso si dà. Le deliberazioni assunte con potere deliberante debbono essere sottoposte alla ratifica del consiglio nazionale riunito in sessione plenaria. Deve comunque riunirsi in seduta plenaria almeno tre volte l'anno. Esso, inoltre, può essere convocato ogni qualvolta il presidente nazionale lo ritenga opportuno, o quando ne faccia richiesta la maggioranza dei componenti. Il consiglio nazionale in seduta plenaria è convocato e presieduto dal presidente nazionale. La convocazione delle riunioni del consiglio nazionale in seduta plenaria, contenente l'ordine del giorno nonché il luogo, la data e l'ora della riunione, deve essere inviata ai consiglieri almeno quindici giorni prima della data fissata per la riunione stessa. La seduta è valida quando siano presenti la metà più uno degli aventi diritto (presidente, consiglieri) e le deliberazioni sono assunte a maggioranza dei presenti, fatte salve quelle per le quali lo statuto non preveda maggioranze diverse. Il funzionamento delle commissioni consiliari, ivi comprese le modalità di convocazione delle stesse, è stabilito dall'apposito regolamento approvato dal consiglio nazionale.
Alle riunioni del consiglio nazionale partecipano senza diritto di voto:
- l'assistente ecclesiastico nazionale;
- i presidenti regionali;
- il collegio nazionale dei revisori dei conti. Partecipano, altresì, senza diritto di voto qualora non vi facciano già parte come consiglieri, i componenti della direzione nazionale.

Il presidente può invitare a partecipare alle riunioni del consiglio nazionale anche altre persone qualificate sugli argomenti posti all'ordine del giorno.

### Collegio nazionale dei revisori dei conti
Il collegio nazionale dei revisori dei conti è composto dal presidente, da due membri effettivi, e da due membri supplenti. Il collegio dei revisori ha il compito di:
- controllare la regolarità e le legittimità della gestione amministrativa e finanziaria del consiglio nazionale del CSI;
- accertare la regolare tenuta della contabilità;
- redigere una relazione al bilancio preventivo e al conto consuntivo, nonché alle proposte di variazione al bilancio stesso;
- verificare periodicamente l'esatta corrispondenza tra le scritture contabili, la consistenza di cassa, l'esistenza dei valori e dei titoli di proprietà;
- svolgere, su richiesta dei collegi dei probiviri, indagini tecnico-contabili di controllo sulla legittimità e sulla regolarità della gestione finanziaria e amministrativa a tutti i livelli dell'associazione.

Il presidente del collegio nazionale dei revisori dei conti deve essere iscritto al registro dei revisori legali o all'Albo dei Dottori Commercialisti e deve essere tesserato al CSI in data antecedente alla presentazione della candidatura.
Gli attuali componenti sono: Angela Salvini (presidente), Francesco Cavallo, Rosanna Stifano (Membri effettivi), Renato Vailati, Davide Mattioli (Membri supplenti).

### Collegio nazionale dei probiviri
Il collegio nazionale dei probiviri giudica in seconda e definitiva istanza sulle decisioni emesse e sulle sanzioni comminate a livello associativo dai collegi regionali o interregionali dei probiviri nonché sui ricorsi relativi alle deliberazioni degli organi associativi a tutti i livelli del Centro Sportivo Italiano.
Gli attuali componenti sono: Fabio Luigi Arrigoni (Presidente), Roberto Valli (vicepresidente), Aldo Barcaioli, Silvia Cavallini, Cristoforo Di Cuia, Elena Jaccheri, Alberto Lo Giudice, Amelia Morgano, Alessandro Spano.

### Procuratore associativo
L'ufficio del procuratore associativo ha il compito di attivare i procedimenti di natura associativa presso i collegi dei probiviri.
L'ufficio agisce di sua iniziativa o su denuncia di parte o di terzi, effettua la necessaria istruttoria e alla fine o archivia il caso o lo deferisce al giudizio del competente collegio regionale o interregionale dei probiviri.
L'attuale procuratore associativo nazionale è Dario Murra. È presente un procuratore associativo aggiunto in ogni regione.